# Nesmiřitelní
Nesmiřitelní (v originále Unforgiven) je americký western, který režíroval Clint Eastwood. Hlavními herci filmu jsou Clint Eastwood, Gene Hackman, Morgan Freeman, Richard Harris, Jaimz Woolvett, Saul Rubinek a Frances Fisher. Film měl premiéru ve Spojených státech 7. srpna 1992. Děj se odehrává v mytickém Divokém západě. Film získal celkově čtyři Oscary – nejlepší film, nejlepší režie, nejlepší herec ve vedlejší roli a nejlepší střih.

## Děj
Rok 1878, bohem opuštěný kraj kdesi na západě Spojených států. Muž vykopává hrob. Zemřela mu žena. Byla to krásná, mladá žena, informuje text, a její matce prý zlomilo srdce, když si vzala Williama Munnyho, vyhlášeného vraha a pijáka. Je to pravda, Munny kdysi byl vrahem, ovšem své minulosti se kvůli ženě zřekl. Už deset let má vlastní farmu, ale není to snadné živobytí. Se dvěma dětmi se teď musí protloukat sám. Prasata ve chlívě mají mor a Munny potřebuje peníze. Mohl by si vydělat tisíc dolarů, jak tvrdí nějaký mladík, kdyby se na čas vrátil ke starému řemeslu. Munnyho zná z pistolnických legend, a proto by šel rád do toho s ním.
V Big Whiskey hledají vraha: prostitutky vypsaly odměnu za likvidaci obou kovbojů, kteří v opilosti brutálně zmrzačili nožem jednu jejich kolegyni, a šerif je podle jejich názoru přiměřeně nepotrestal. Rozhodl, že musejí dát majiteli nevěstince – zohyzděná prostitutka konec konců už nikdy nevynese žádné peníze – jako odškodnění sedm koní, pak kovboje nechá jít. Dámy z nevěstince odškodné odmítnou, i když kovboj přivede jednoho koně navíc pro zmrzačenou ženu. Chtějí odplatu, proto dají dohromady všechny své peníze, aby mohly zaplatit mstitele.
Munny svolí jen nerad. S jeho střeleckým uměním to už není žádná sláva, jen s námahou se vůbec dostane do sedla koně. Zláká také svého černošského parťáka Neda Logana, jenž ze starého přátelství ještě jednou sundá pušku ze zdi. Zelenáč, kterému podle jeho zbraně říkají Schofield Kid, je chlapec, jehož řeči jsou jen planým žvaněním. Jak se brzy ukáže, je silně krátkozraký. Toto trio, vzbuzující spíše soucit než strach, se vydá na cestu, jejímž účelem je sprovodit ze světa dva kovboje. Nejsou však jediní, koho tento "džob" zajímá. Zatímco se trojice s kašlem a horečkou brodí blátem, uhlazený pistolník English Bob přijíždí pohodlně vlakem. Šerif Little Bill ve městě nestrpí žádné pistolníky – sám je jedním z nich, jenže nosí šerifskou hvězdu. Muž zákona je bezcitný a násilnický, je to sadista. Boba nemilosrdně zmlátí a vyžene z města.
Práci provede smutné trio a opravdu to není žádný hrdinský čin. Vyslídí oba kovboje v jejich úkrytu a bezbranné muže nemilosrdným způsobem zastřelí. Démoni minulosti Munnyho opět dostihli, znovu se stal zbabělým vrahem a je si toho vědom. Film tím ovšem nekončí. Šerif tento čin nemůže tolerovat. Se svými pomocníky chytí Neda a umučí ho k smrti. Munny ho musí pomstít. Dojde k masakru, při němž Munny bez výběru postřílí muže z městečka Big Whiskey. Šerif mu prorokuje: "Uvidím tě v pekle.". Manny odpoví: "Ano," a stiskne spoušť. Pak nasedne na koně a odjede pryč.

## Obsazení

### Hlavní role
| Clint Eastwood | William "Will" Munny |
| Gene Hackman   | Little Bill Daggett  |
| Morgan Freeman | Ned Logan            |
| Richard Harris | English Bob          |
| Jaimz Woolvett | The Schofield Kid    |
| Saul Rubinek   | W.W. Beauchamp       |
| Frances Fisher | Strawberry Alice     |

### Vedlejší role
| Anna Levine        | Delilah Fitzgerald (v titulkách jako Anna Thomson) |
| David Mucci        | Quick Mike                                         |
| Rob Campbell       | Davey Bunting                                      |
| Anthony James      | Skinny Dubois                                      |
| Tara Frederick     | Little Sue (v titulkách jako Tara Dawn Frederick)  |
| Beverley Elliott   | Silky                                              |
| Liisa Repo-Martell | Faith                                              |
| Josie Smith        | Crow Creek Kate                                    |
| Shane Meier        | Will Munny ml.                                     |

## Žánr
Nesmiřitelní jsou antiwesternem, který pohřbívá kořeny žánru, mýty amerického průkopnického období. Stárnoucí bandita, který se naposledy chopí zbraně, patří do repertoáru žánru, ale ještě žádný film tuto postavu nevylíčil tak nemilosrdně jako Eastwood: jako zlomeného muže, zbaveného veškerých iluzí. Hrdina nesleduje žádné poslání, jeho boj o přežití v sobě nemá nic heroického. Krajina, jejíž rozlehlost v klasickém westernu znamená příslib svobody a budoucnosti, se utápí ve vytrvalém dešti a ponurosti. Neotvírají se tu horizonty. Závěrečný záběr definitivně rozkládá obrazový kód žánru. Hrdina necválá vstříc vycházejícímu rannímu slunci, ale mizí v temnotě noci.

## Zajímavosti
- Americký Time Magazine nazval tento film jako "Clintessence" (kvintesencí všeho, co Eastwood v tomto žánru představoval).
- V závěrečných titulcích stojí: "Věnováno Sergiovi a Donovi". Clint Eastwood věnoval svůj film dvěma režisérům, kteří z něj udělali hvězdu: Sergiovi Leonemu a Donu Siegelovi.
- Film je Eastwoodovým pozdním vyzrálým dílem, souhrnem všech jeho rolí.
- Eastwood uvedl, že toto je jeho poslední westernový film.

## Ocenění
- 1992 Oscar za nejlepší film

- 1992 Oscar za nejlepší režii (Clint Eastwood)

- 1993 Oscar za nejlepší mužský herecký výkon ve vedlejší roli (Gene Hackman)

- 1992 Oscar za nejlepší střih (Joel Cox)